# Comuna Șkneva, Poliske
Șkneva (în ucraineană Шкнева) este o comună în raionul Poliske, regiunea Kiev, Ucraina, formată din satele Șkneva (reședința), Stara Markivka și Viiskove.

## Demografie
Componența lingvistică a comunei Șkneva
     Ucraineană (99,05%)
     Alte limbi (0,96%)
Conform recensământului din 2001, majoritatea populației comunei Șkneva era vorbitoare de ucraineană (99,05%), existând în minoritate și vorbitori de alte limbi.